# Bladowo (Koejavië-Pommeren)
Bladowo is een plaats in het Poolse district  Tucholski, woiwodschap Koejavië-Pommeren. De plaats maakt deel uit van de gemeente Tuchola en telt 330 inwoners.